# NGC 7777
NGC 7777 é uma galáxia lenticular (S0) localizada na direcção da constelação de Pegasus. Possui uma declinação de +28° 17' 02" e uma ascensão recta de 23 horas, 53 minutos e 12,5 segundos.
A galáxia NGC 7777 foi descoberta em 25 de Outubro de 1876 por Édouard Jean-Marie Stephan.